# Nola grisealis
Nola grisealis är en fjärilsart som beskrevs av Swinhoe 1895. Nola grisealis ingår i släktet Nola och familjen trågspinnare. Inga underarter finns listade i Catalogue of Life.